# Seneca Otto Falkenskiold
Seneca Otto Falkenskiold, född den 15 april 1738 i Slagelse i Danmark, död den 30 september 1820 i Lausanne i Schweiz, var en dansk militär.
Seneca Otto Falkenskiold var son till översten Martin Dyssel, vilken 1716 adlats under namnet Falkenskiold. Unge Falkenskiold inträdde redan som 13-åring på den militära banan, och vid sjuårskrigets utbrott 1756 fick han tillåtelse att som en del av sin militära utbildning gå i fransk tjänst härunder. Återkommen från detta krig var han en tid placerad vid ett regemente i Norge, men fick inom kort tjänstledighet för att företaga en längre studieresa i utlandet. Sedan han hemkommit från denna utnämndes han, delvis tack vare inflytelserika släktingar, endast 30-årig till generaladjutant och kammarherre. 
år 1769 trädde Falkenskiold ånyo i utländsk tjänst, denna gång som rysk officer i Rysslands krig mot Turkiet. Han utmärkte sig härunder väl och belönades med ryska Sankt Georgsorden. År 1771 återkallades Falkenskiold dock till Danmark av geheimkabinettsministern Struensee som detta år gjort sig till praktiskt taget envåldshärskare i landet. Struensee såg i Falkenskiold en likasinnad inför det politiska reformarbete han ville genomdriva, och tillsammans med general Peter Elias Gähler sattes Falkenskiold att reformera det danska härväsendet. Han hann dock inte utföra särskilt mycket inom detta fält då han parallellt skickades på ett diplomatiskt uppdrag till Ryssland sommaren 1771. 
Vid Struensees fall i januari 1772 arresterades även Falkenskiold och inspärrades (utan dom) på livstid på Munkholm. Han släpptes dock 1776 och erhöll även en mindre pension, men på villkor att han bosatte sig utomlands. Landsförvisningen hävdes i sinom tid, men trots detta (och att han 1788, med anledning av kriget mot Sverige, utnämnts till generalmajor) föredrog Falkenskiold att förbli i utlandet. Där författade han sina memoarer på franska, vilka publicerades postumt i Paris 1826 och i dansk översättning 1847.